# Milicja Obywatelska
Milicja Obywatelska (miˈlit͡sja ɔbɨvaˈtɛlska

Patch de colarinho conhecido como palemka

), comumente abreviada para MO, foi a organização policial nacional da República Popular da Polônia. Foi estabelecido em 7 de outubro de 1944 pelo Comitê Polonês de Libertação Nacional, substituindo efetivamente a força policial pré-guerra. A Milícia Cidadã permaneceria o meio predominante de policiamento na Polônia até 10 de maio de 1990, quando foi transformada novamente em Policja.
O termo milicja foi adaptado do termo cognato, militsiya, usado em vários países comunistas. O termo é derivado de milícia, cuja etimologia deriva do conceito de força militar composta por cidadãos comuns. Na maioria dos casos, representava uma força controlada pelo Estado usada para exercer repressão política, especialmente com seus esquadrões de elite ZOMO.
Sob os governos comunista e pós-comunista, o sistema policial polonês tem tradicionalmente operado sob os auspícios da autoridade nacional. A partir do final da Segunda Guerra Mundial, a Polônia ficou sob a influência da União Soviética . Em 1948, a virada do país para o stalinismo trouxe o início do regime totalitário, "no qual um partido governava autonomamente todos os setores da sociedade". O treinamento para a força foi realizado na cidade de Legionowo.

## História

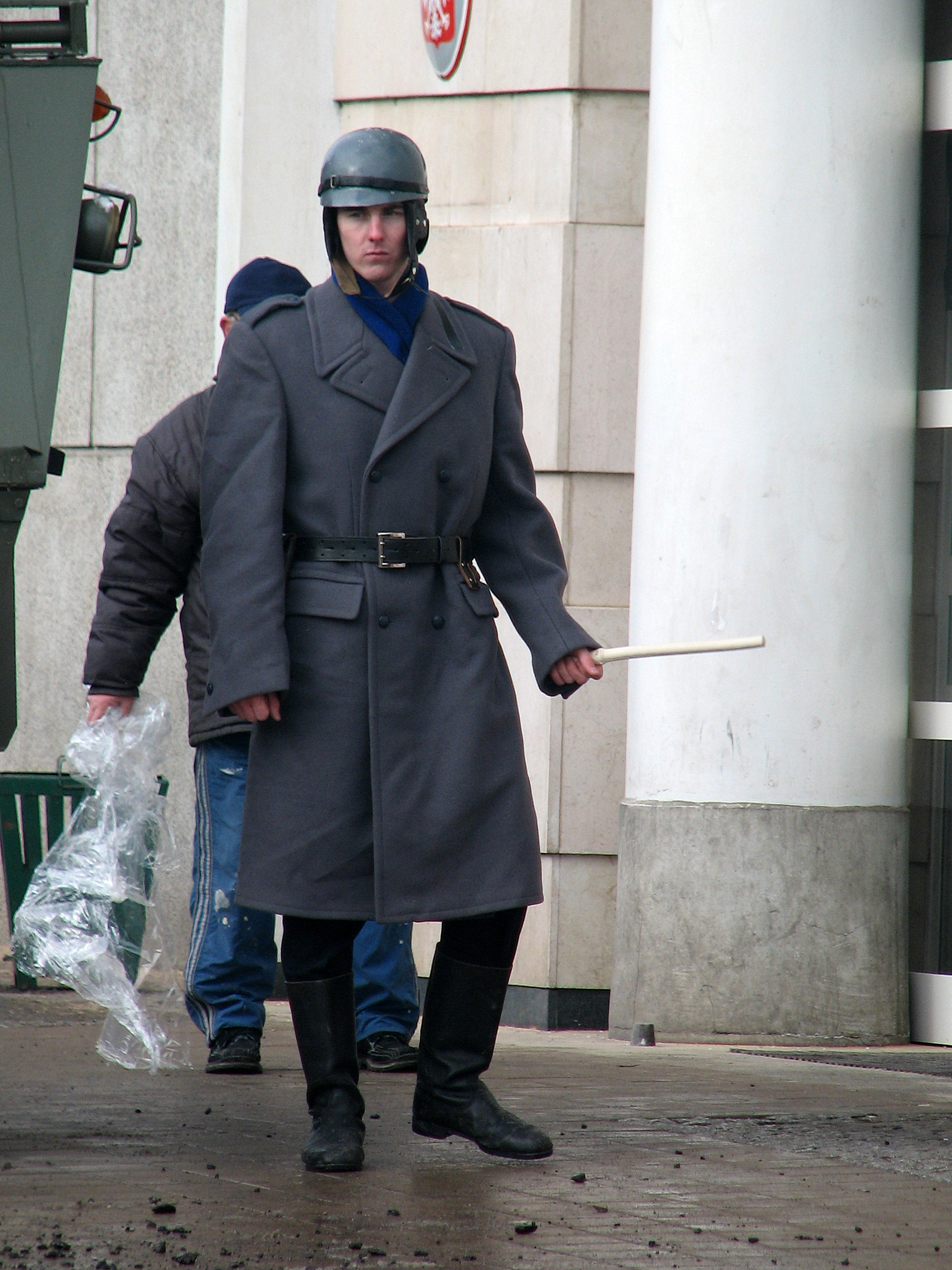
Um ator vestido com um uniforme de miliciano

A Milícia dos Cidadãos foi criada com base nas disposições do Manifesto do PKWN do Comitê de Libertação Nacional da Polônia e no decreto sobre o estabelecimento do MO de 7 de outubro de 1944 e subordinada organizacionalmente ao Departamento de Segurança Pública. Os oficiais e agentes de primeira geração provinham dos seguintes grupos e setores da sociedade:
- militares do Exército do Povo Polonês em destacamento
- partidários da Armia Ludowa
- civis com filiação partidária (Partido dos Trabalhadores Poloneses, Partido do Povo Polonês e Partido Socialista Polonês)

Ex-membros do underground (por exemplo, Armii Krajowej ), que tentavam garantir uma influência na vida cotidiana, juntaram-se à nova força. Aconteceu até que todos os postos avançados eram Armia Krajowa, pelo menos no início de seu poder popular de criação. O quadro da Milícia Cidadã foi complementado por cerca de mil ex-policiais empregados em 1945, principalmente em cargos que exigiam qualificações especiais. Os oficiais da Milícia Cidadã prestaram o mesmo juramento solene dos oficiais do Serviço de Segurança. Seu fragmento principal dizia o seguinte:
O primeiro comandante-chefe do MO foi Franciszek Jóźwiak. A milícia foi então subordinada ao Ministério da Segurança Pública e, a partir de 1955, ao Ministério da Administração Interna. De março de 1946 até o final da década de 1940, unidades MO locais com unidades do Exército Popular Polonês, Corpo de Segurança Interna, Ministério da Segurança Pública e Proteção de Fronteiras foram subordinadas a comitês provinciais de segurança subordinados à Comissão de Segurança do Estado. Nos anos de 1944 a 1948, a Milícia dos Cidadãos foi usada para lutar contra soldados amaldiçoados, bem como militares do Exército Insurgente Ucraniano e elementos Werwolf alemães.

### Ascensão do terrorismo
Devido ao aumento das ameaças terroristas, o MO criou o Wydział Zabezpieczenia (Departamento de Segurança) em 22 de fevereiro de 1976. Este consiste de 47 oficiais designados para cinco seções.